# جام یوفا ۷۸–۱۹۷۷
جام یوفا ۷۸–۱۹۷۷، هفتمین فصل از جام یوفا، مسابقات فوتبال باشگاهی سطح دوم اروپا بود که اکنون با نام لیگ اروپا شناخته می‌شود و توسط یوفا سازماندهی می‌شود. این دوره با قهرمانی پی‌اس‌وی آیندهوون به پایان رسید.